# 小行星9436
小行星9436（英語：9436）是一颗围绕太阳公转的小行星。1997年3月1日，小林隆男在大泉天文台发现了此天体。
这颗小行星的绝对星等为127.7643640879781等。